# Diffusionstensoravbildning
Diffusionstensoravbildning (på engelska diffusion tensor imaging, förkortat DTI) är en magnetresonansavbildningsteknik som möjliggör mätning av vätskediffusion i vävnad. Tekniken används idag huvudsakligen för hjärnavbildning inom forskning samt klinisk medicin, men är även tillämplig på andra vävnader såsom muskel- och körtelvävnad.

## Metod
I likhet med förfarandet vid vanlig MRI placeras det som ska avbildas i ett instrument som har ett starkt statiskt magnetfält. Protonerna i vävnadens molekyler reagerar på magnetismen genom att sända ut elektromagnetisk strålning som kan fångas upp och läsas av. Magnetresonansen har två viktiga huvudegenskaper som ligger till grund för avbildningen, frekvens och intensitet. Frekvensen beror på vilket ämne som åstadkommer resonansen, och intensiteten beror på ämnets densitet. Då intensiteten av en viss frekvens kan fångas upp för varje område kan informationen användas för att skapa en bild av en viss molekyls utbredning i hjärnan. Vanligen mäter man frekvensen för vatten, eftersom det utgör cirka 90% av hjärnans massa, och molekylen innehåller 2 protoner i de två väteatomerna.
Vid diffusionstensoravbildning utsätts hjärnan utöver magnetfältet även för två andra magnetiska pulser, vanligen med ett mellanrum om 20-50 millisekunder. Om det man avbildar flyttar sig mellan pulserna sker en förskjutning av magnetresonansens intensitet, eftersom densiteten förändras. Då huvudet ligger fysiskt stilla under en hjärnavbildning är orsaken till en sådan förskjutning att molekylerna har ändrat läge via diffusion.

### Diffusion
Diffusion är den spontana förflyttning av molekyler som sker i all icke-fryst materia, även då den är fysiskt stilla. När inget hindrar molekylernas rörelse sker isotropisk diffusion, som är lika stor i alla riktningar. När något annat medium hindrar molekylernas rörelse sker anisotropisk diffusion, som är större i någon riktning. Ett exempel som illustrerar detta är när en bläckdroppe landar på ett fuktigt pappersark, och bläcket sprider sig i en cirkel - det sker en isotropisk diffusion. Ligger det en tändsticka där droppen landar kommer bläcket istället att sprida sig längs med träets fibrer - det sker en anisotropisk diffusion.
Vid diffusionstensoravbildning mäter man diffusionen i vävnad med hjälp av magnetresonans. Hjärnan är full av olika strukturer, som likt tändstickan på det våta pappret ger upphov till anisotropisk diffusion. När man mäter den anisotropiska diffusionen och dess riktningar längs hjärnstrukturerna får man en bild av axonala strukturer och nervbanor.

### Tensorer
För att kunna uppskatta diffusionsriktningen i en voxel skulle det krävas ett mycket stort antal pixelbaserade diffusionsavbildningar, då vävnadens strukturer inte är raka och därmed följer tvådimensionella axlar i liten utsträckning. Då så många avbildningar inte kan göras använder man sig istället av diffusionstensorer, utifrån vilka diffusionens tredimensionella riktning kan uppskattas utifrån ett minimum av tre diffusionsavbildningar för varje punkt.

## Användningsområden
Diffusionstensoravbildning används idag huvudsakligen i forskningssammanhang. Patologiska områden där diffusionstensoravbildning har bidragit till betydelsefulla forskningsresultat är bland annat inom forskning kring Alzheimers sjukdom, autism, dyslexi och tvångssyndrom.
Diffusionstensoravbildning kan också användas för att studera och kartlägga normalfungerande hjärnor. Exempel på detta är användningen av tekniken inom foskningsprojektet Human Connectome Project, som ämnar kartlägga den funktionella och anatomiska konnektiviteten i hjärnan hos ett stort antal friska vuxna personer och göra dessa data allmänt tillgängliga för den vetenskapliga sfären med syfte att gynna hjärnforskning.